# 夏皮罗引理
夏皮罗引理（英語：Shapiro's lemma）是李代數上同調論中的一條定理。
假設
g 是李代數
M 是g-模
C.(g,M) 是Chevalley鏈序列((en:Chevalley complex))，
这样
g 的上同調 Hn(g,M) 定義為 C. 的上同調。
再假設
h 是 g 的子代數
M 是 h-模
CoindhgM := HomU(h)(U(g)--->M) 是逆誘導表示 
这样 夏皮罗引理是
Hn(g, CoindhgM) ≃ Hn(h,M).
證明
参见。

### 腳註
1. ↑  即Ci(g,M):= {f:⋀ig --> M ; f 是複數線性的}
2. ↑  看，例如，Frenkel/ben-Zvi p.173
3. ↑  Frenkel / ben-Zvi(2001), p.334
4. ↑  D. Fuchs(1986) Theorem 1.5.4

### 其他
- Frenkel / ben-Zvi(2001), Vertex Algebras and Algebraic Curves, ISBN 0-8218-2894-0
- D. Fuchs(1986), Cohomology of infinite-dimensional Lie algebras, Consultants Bureau, New York